# Suanfa tongzong

Suanfa tongzong (Source générale des méthodes de calcul) est un texte mathématique écrit par le mathématicien chinois du seizième siècle Cheng Dawei (1533-1606) et publié en l'an 1592. Le livre contient 595 problèmes divisés en 17 chapitres. Le livre traite essentiellement d'arithmétique générale pour le boulier chinois. Le livre a été la principale source à la disposition des universitaires concernant les mathématiques, telles qu'elles se sont développées dans la tradition en Chine. Six ans après la publication de Suanfa Tongzong, Cheng Dawei a publié un autre livre intitulé Suanfa Zuanyao (Un Recueil de méthodes de calcul). Environ 90 % du contenu du nouveau livre provenait du contenu des quatre chapitres du premier livre avec certains réarrangements. Il est dit que lorsque Suanfa Tongzong a été publié pour la première fois, il s'est vendu tellement d'exemplaires que le coût du papier s'est envolé et que les ventes lucratives ont abouti à ce que des personnes sans scrupules se mettent à imprimer des copies pirates de l'ouvrage avec de nombreuses erreurs. C'est ce qui a forcé l'auteur à publier une version abrégée.

## Caractéristiques
Suanfa Tongzong a quelques caractéristiques notables. Comme Jean-Claude Martzloff, un historien des mathématiques chinoises l'a observé, c'est un énorme pot-pourri d'idées qui contient tout de A à Z concernant la mystique chinoise des nombres. Il y a des chapitres dans le livre qui expliquent comment le calcul devrait être enseigné et étudié. Le livre est considéré comme un texte faisant autorité sur le Zhusuan chinois du XIIIe siècle, qui est la connaissance et les pratiques du calcul arithmétique au boulier. Il y a des descriptions de sujets généralement considérés comme des récréations mathématiques et des curiosités mathématiques de différents types. En particulier, le livre contient des descriptions de différents types de cercles magiques. Fait intéressant, il contient une collection de problèmes sans solutions donnés comme défis à relever pour les lecteurs. Aussi, certaines formules et certains problèmes sont présentés en vers pour en faciliter la mémorisation.

### Cercles magiques et carrés magiques dans leSuanfa Tongzong

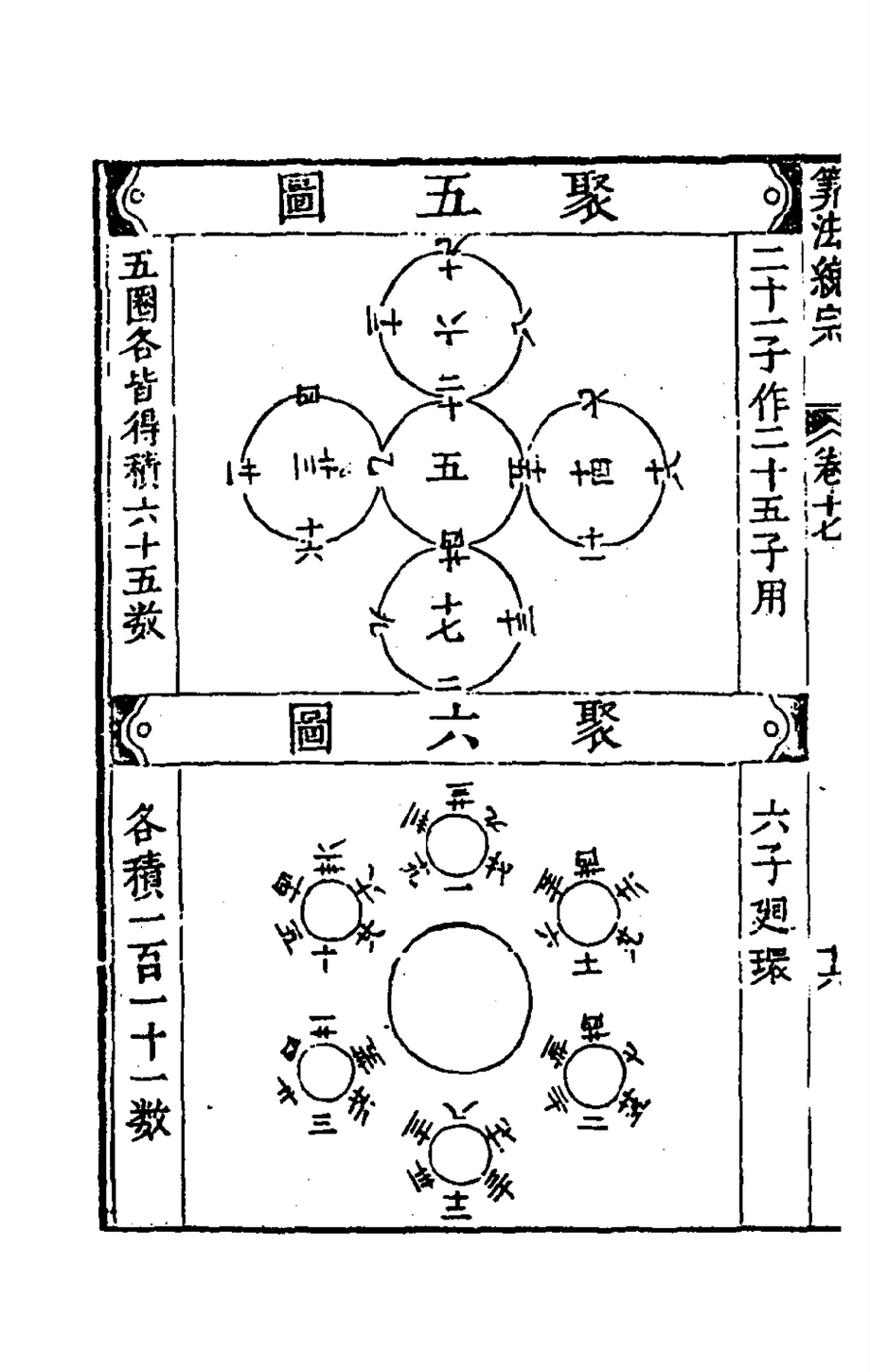
Cercle magique
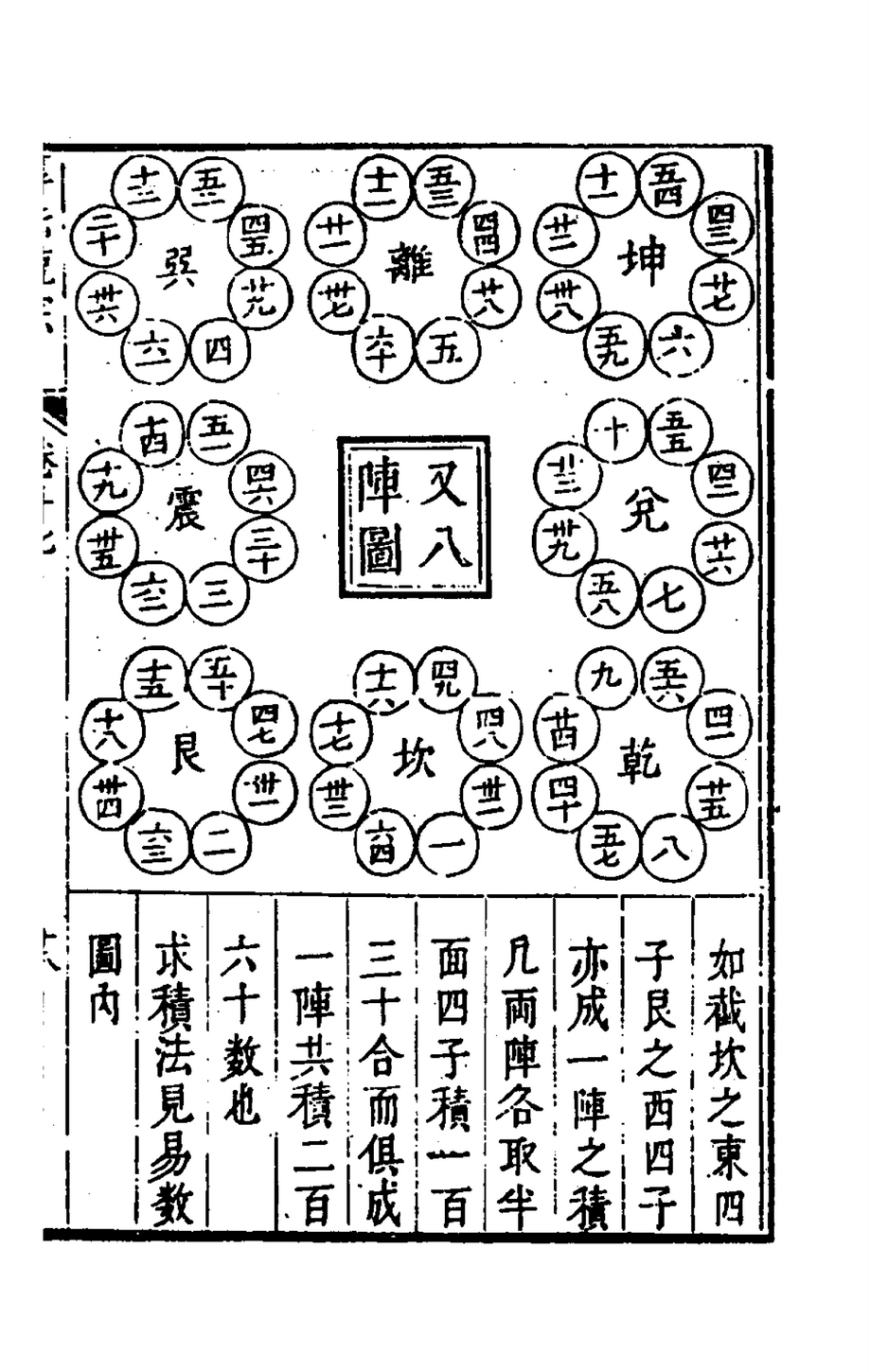
Cercle magique
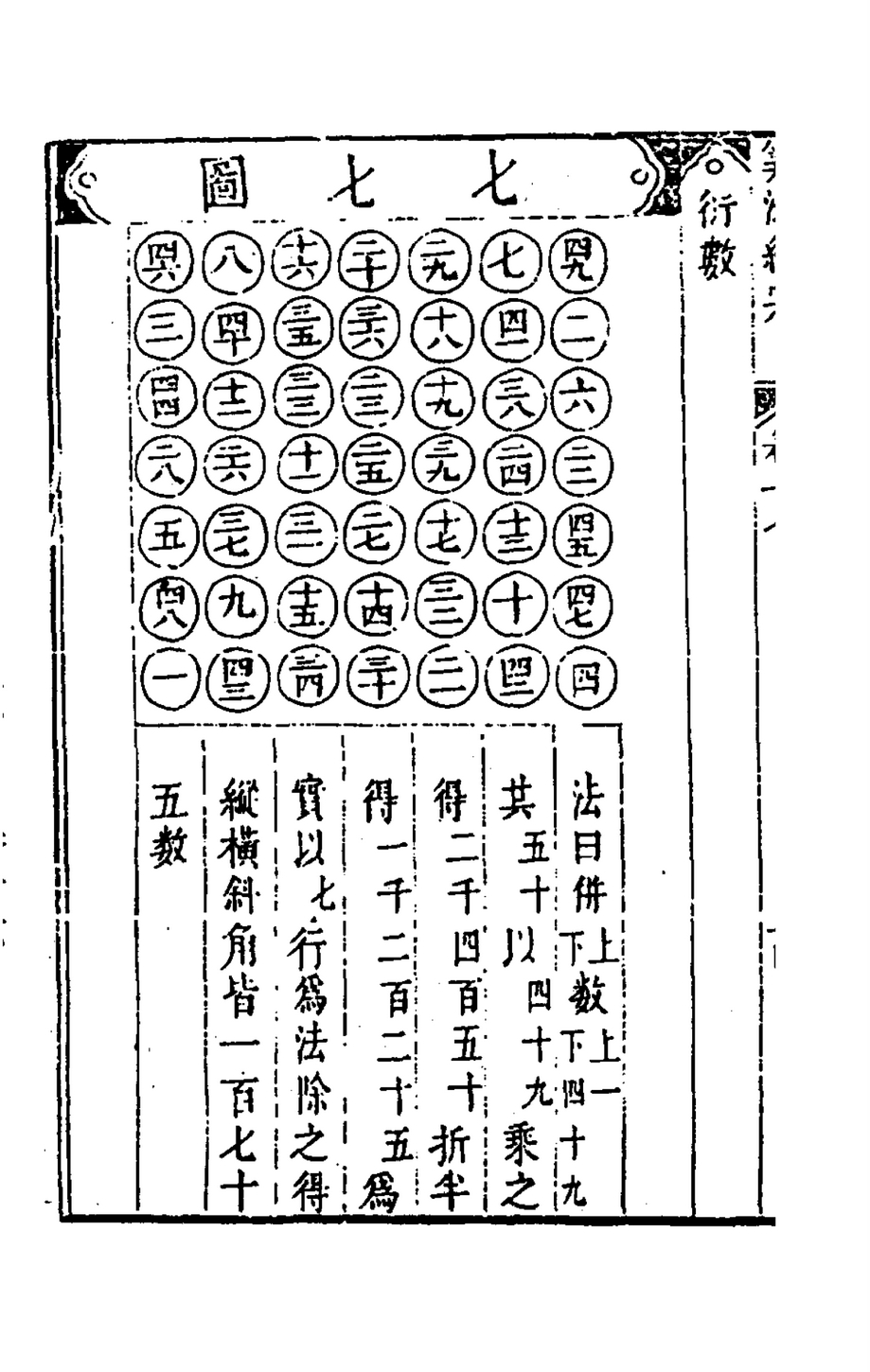
Carré magique
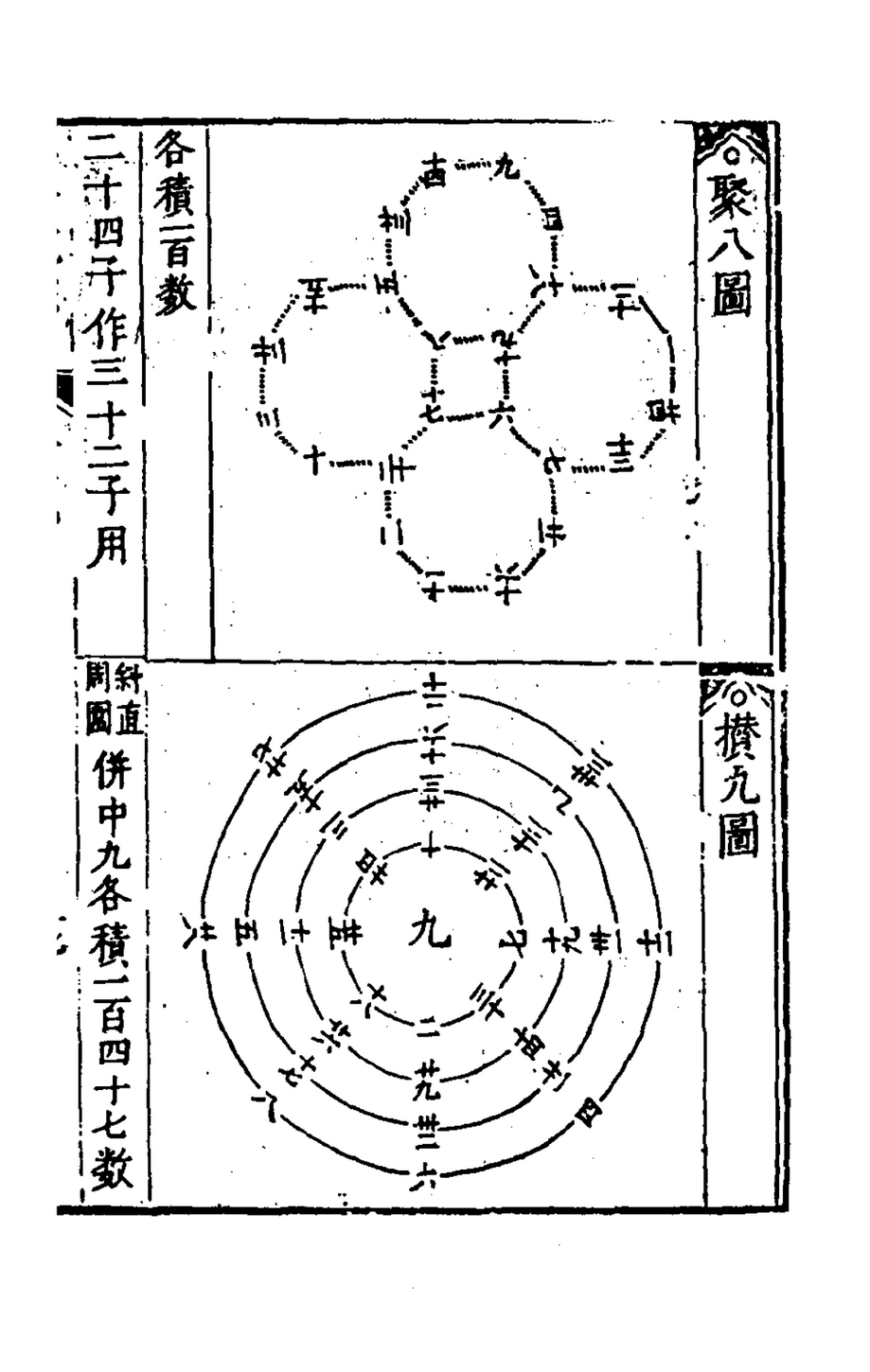
Cercle magique
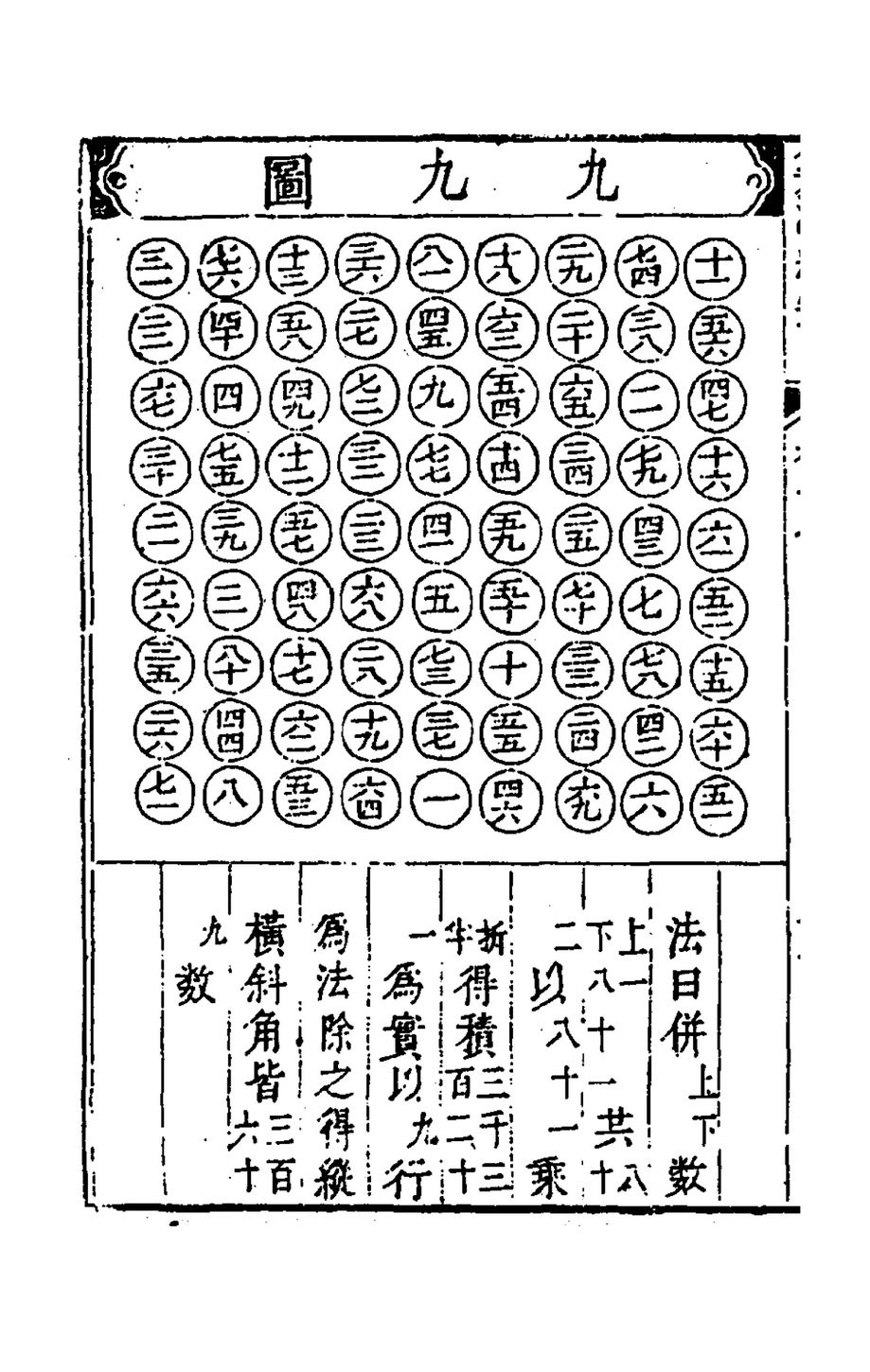
Carré magique

## Quelques exemples de problèmes
Ce qui suit est une liste d'exemples de problèmes qui apparaissent dans le livre, :
- "Un garçon berger B avec un mouton derrière lui demande à un berger A :"Y a-t-il 100 moutons dans votre troupeau?". Le berger A répond "Ajoute encore le même troupeau, le même troupeau de nouveau, la moitié, un quart du troupeau et ton mouton. Et alors il y a 100 moutons rassemblés."
- "Maintenant, un tas de riz est contre le mur avec une base de circonférence 60 chi et une hauteur de 12 chi. Quel est le volume ? Une autre pile est à un coin intérieur, avec une base de circonférence 30 chi et une hauteur de 12 chi. Quel est le volume ? Une autre pile est à un coin extérieur, avec une base de  circonférence 90 chi et une hauteur de 12 chi. Quel est le volume ?"
- "Une petite rivière coupe droit à travers un terrain circulaire dont la superficie est inconnue. Étant donné le diamètre du champ et la largeur de la rivière, trouve l'aire de la partie non-inondée du domaine."
- "Dans le triangle rectangle dont les côtés sont de longueur a, b, et c avec a > b > c, nous savons que a + b = 81 et a + c = 72. Trouver a, b, et c."

## Popularité du livre
Après sa première publication en 1592, il a été réédité plusieurs fois par la suite et il est devenu très populaire. Pratiquement toute personne qui est impliquée alors dans les mathématiques possède une copie de l'ouvrage. Il était populaire, même au-delà du cercle limité des personnes intéressés par les mathématiques. Même au milieu du XXe siècle (1964), les historiens des mathématiques chinoises Li Yan et Du Shiran ont fait remarquer que : « de nos jours, les différentes éditions du Suanfa Tongzong peuvent encore être trouvées dans toute la Chine et certaines personnes âgées, récitent encore des formules versifiées et discutent de ses problèmes difficiles ».